# Sankt-Marien-Kirche (Ystad)

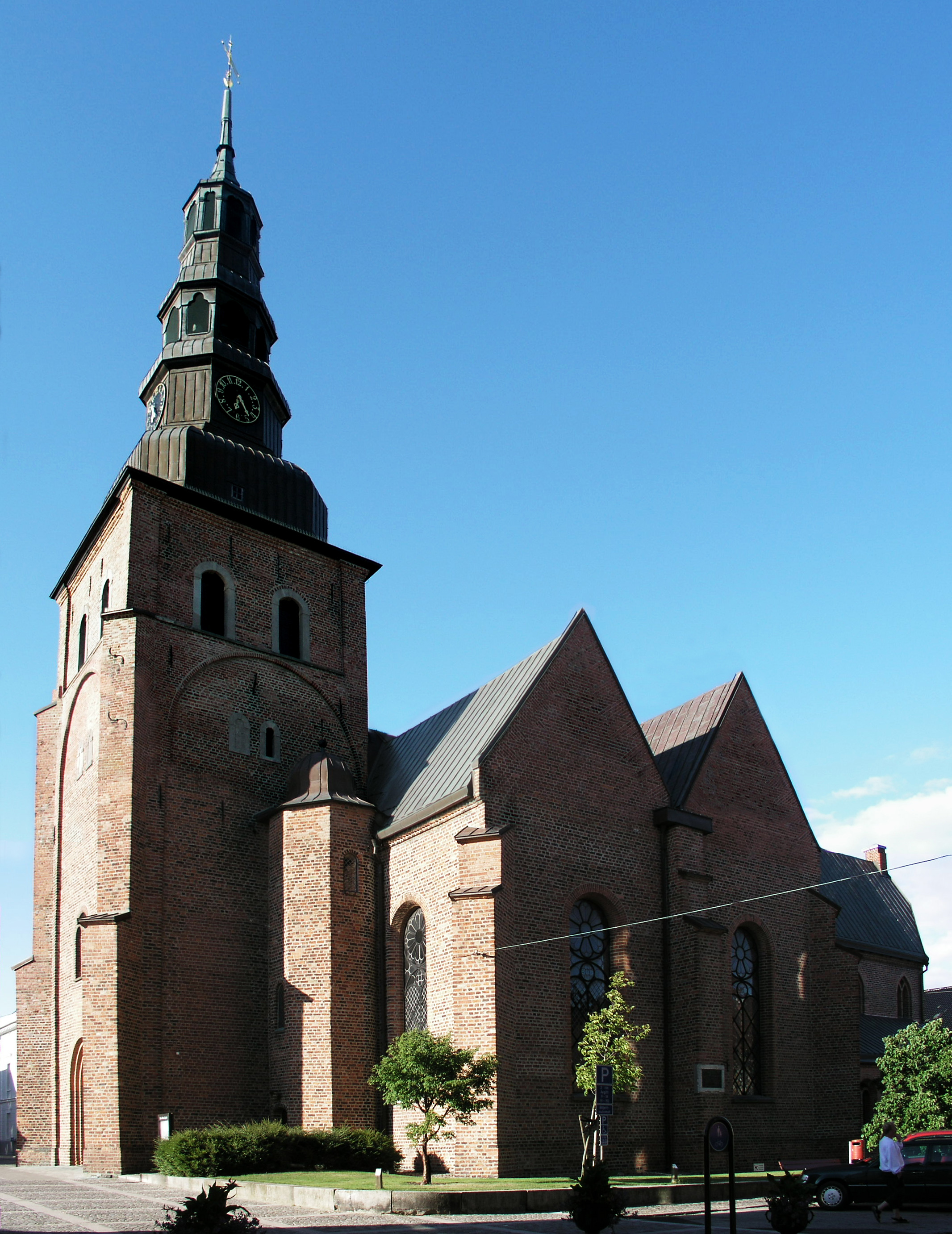
Sankta Maria kyrka

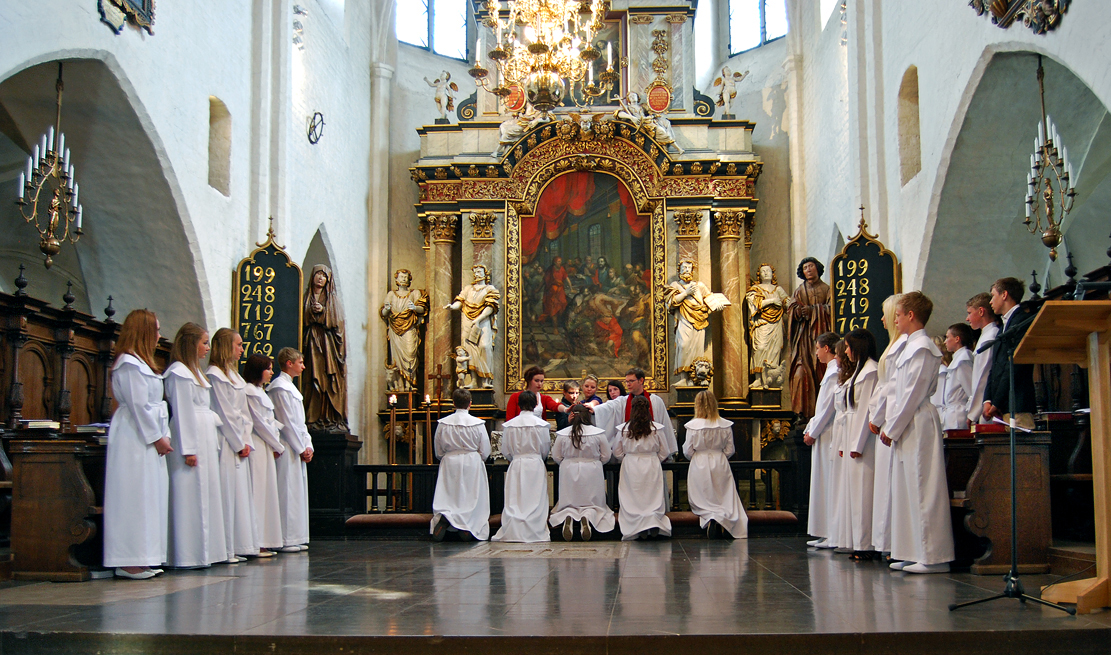
Konfirmationsritus in der Sankt-Marien-Kirche 2011

Die Sankt-Marien-Kirche (schwedisch Sankta Maria kyrka) ist eine Kirche im Zentrum der südschwedischen Stadt Ystad. Sie ist die Gemeindekirche der evangelisch-lutherischen Kirchengemeinde Ystad innerhalb des Bistums Lund. Die ältesten Teile der Kirche stammen aus dem 13. Jahrhundert.

## Geschichte
Die ursprüngliche Kirche wurde im 13. Jahrhundert als dreischiffige Kirche im romanischen Stil erbaut. Damals war sie 18 Meter lang und lag zwischen dem heutigen Chor und der Kanzel, wobei das Mittelschiff eine flache Decke hatte. Im 14. Jahrhundert erhielt die Kirche mit der Heiligkreuzkapelle einen Anbau, der jedoch bereits 1840 wieder abgerissen wurde. Einzelne Teile davon wurden wiederverwendet; so z. B. Maria- und Johannesfiguren, die sich jetzt im Chor befinden.
Im 15. Jahrhundert wurde die heute bestehende Kirche gebaut. Dabei wurde das Seitenschiff bis zum Chorumgang verlängert, welches zusammen mit dem Chor mit den charakteristischen Spitzbögen, einen ausgeprägten spätgotischen Stil aufweist. Mitte des 17. Jahrhunderts stürzte der Turm ein und der westliche Teil der Kirche wurde stark beschädigt. Im Rahmen der Aufbauarbeiten wurde die Kirche mit einem Querschiff im Renaissance-Stil versehen; der Kirchturm war gegen Ende des Jahrhunderts wiederaufgebaut. 1886 wurde die gesamte Innenausstattung einschließlich der Epitaphe und der verzierten Seitenwände der Kirchbänke aus ästhetischen Gründen entfernt; sie wurde im Rahmen einer Renovierung 1923/24 wieder hergestellt.

## Ausstattung

### Altaraufsatz

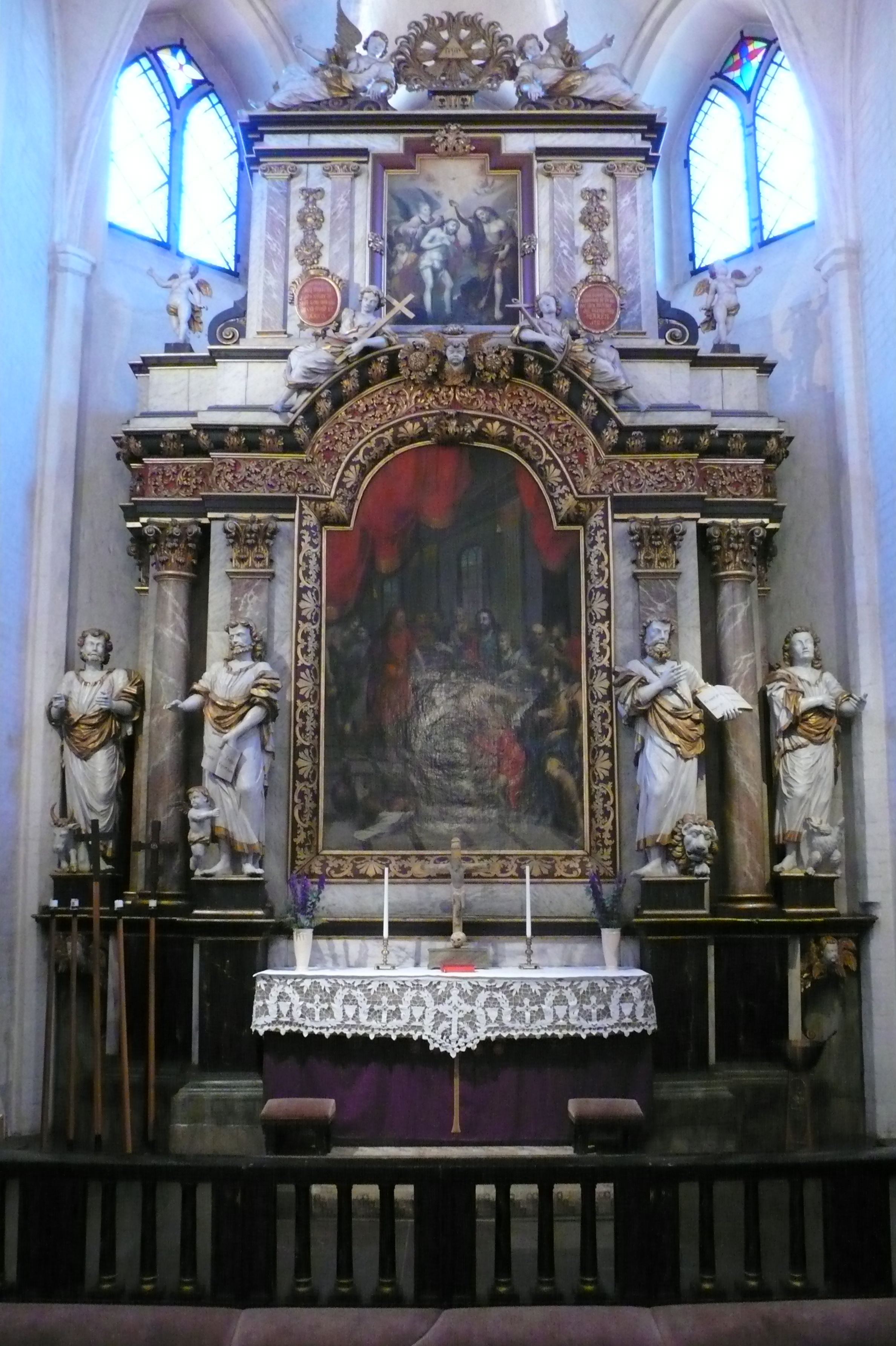
Altar

Der Altaraufsatz wurde von Johan Jerling aus Stockholm (ca. 1680 – 1753) zwischen 1718 und 1733 angefertigt. Er ist in Holz in barockem Stil sowie imitiertem Marmor ausgeführt. Das Altarbild stellt das Abendmahl dar, das obere Bild zeigt die Taufe Jesu. Das Gemälde stammt von Carl Mört, der, anstatt sein Werk zu signieren, sein Porträt in die übliche Gruppe der Dreizehn eingefügt hat.

### Kruzifix
In der Kirche befinden sich zwei Kruzifixe:
- Das Kruzifix unter dem Triumphbogen stammt aus dem 16. Jahrhundert. Sein üblicher Platz war, wie auch der der Maria- und Johannesfiguren, die oben genannte Heiligkreuzkapelle.
- Das Kruzifix gegenüber der Kanzel stammt aus dem Mittelalter. Das Haar der Christusfigur ist echtes Haupthaar.

### Kanzel

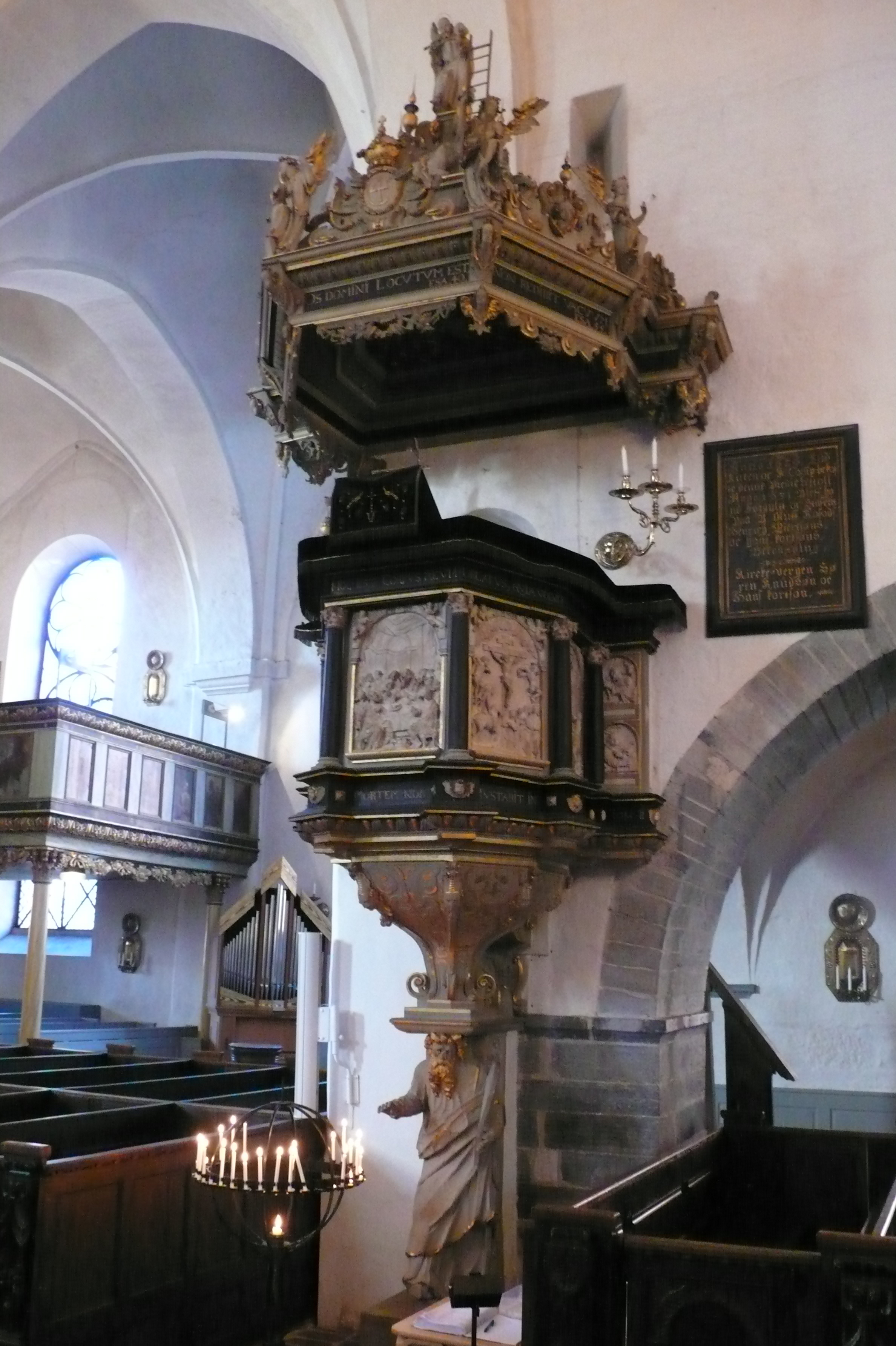
Die Kanzel

Die Kanzel stammt aus der ersten Hälfte des 17. Jahrhunderts von einem unbekannten Künstler mit der Signatur A.S. Die Reliefs der Kanzel stellen Szenen aus dem Leben Jesu dar: Verkündigung, Geburt, Abendmahl, der Tod am Kreuz und die Auferstehung. Unter den vergoldeten Engeln befindet sich ein ebenfalls vergoldetes Monogramm mit der Inschrift „CIV“, was als Huldigung an den dänischen König Christian IV. gedeutet wird. Die Kanzel wird von Moses mit vergoldetem Haupt- und Barthaar getragen.

### Orgelempore
Die Orgelempore ist mit biblischen Motiven versehen und wurde von Carl Mört Anfang des 18. Jahrhunderts erschaffen. Den Orgelprospekt schmückt ein Monogramm Karls XII.; es erinnert daran, dass der König mit seinen Truppen vor dem Zug nach Narva eine Zeit lang in der Stadt weilte. Die Orgel stammt von der Firma Hammarberg in Göteborg und wurde 1966 eingebaut.

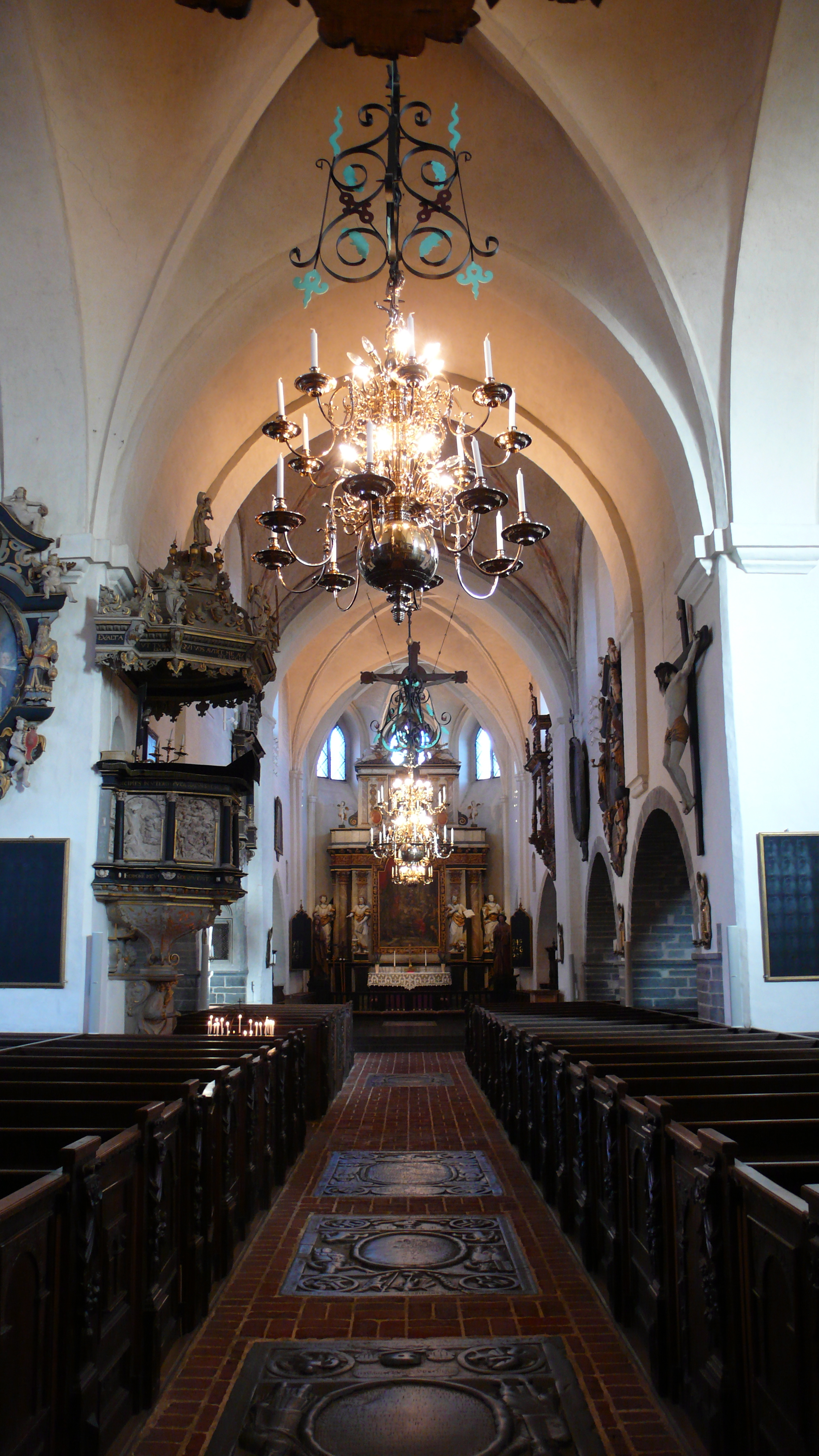
Blick zum Altar mit der Kanzel (links)
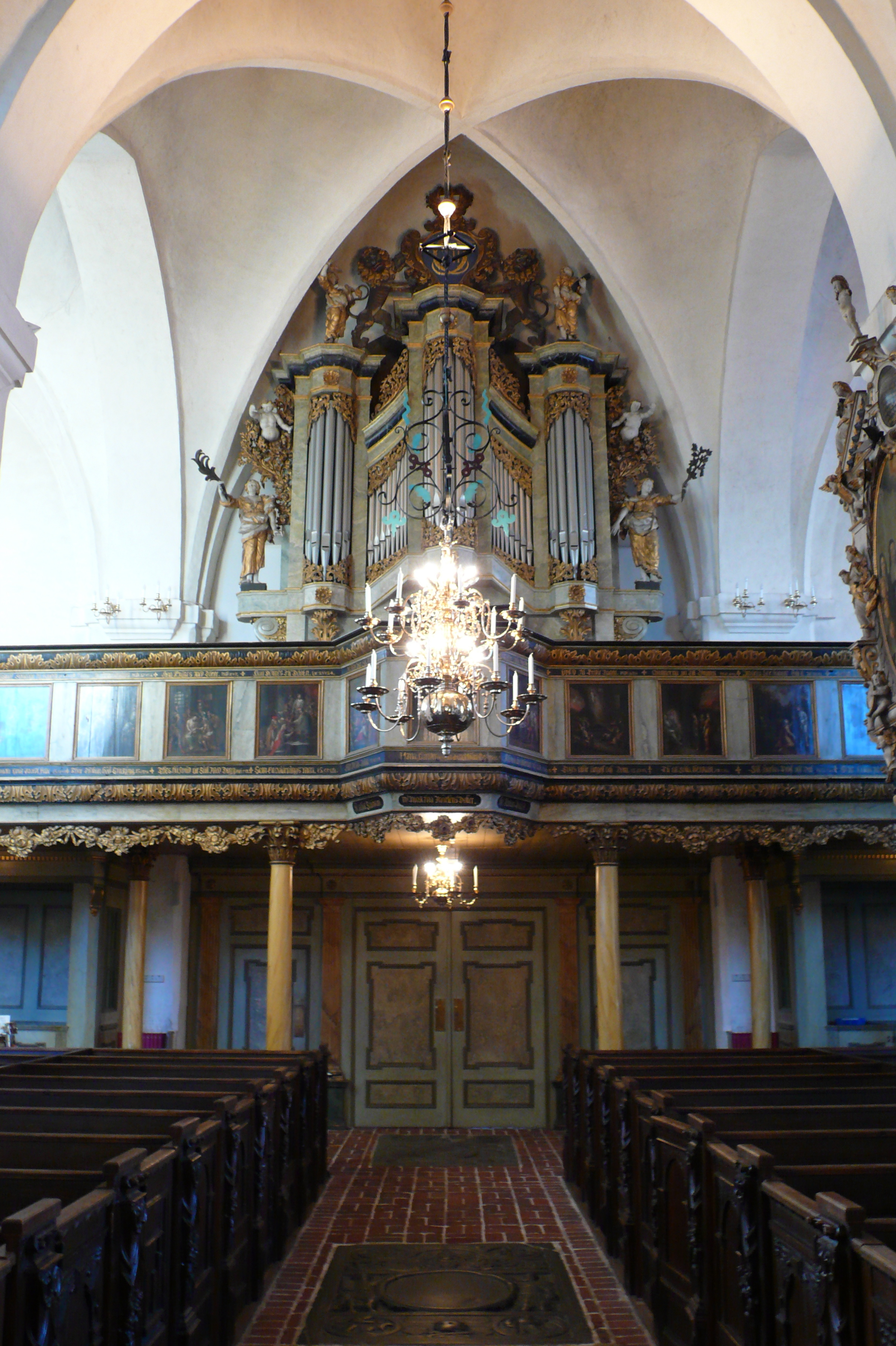
Die Orgelempore

### Taufkapelle
In der Taufkapelle steht ein Taufbecken, das 1611 in Lübeck aus Bronze gegossenen wurde. Darüber befindet sich ein Kerzenleuchter mit fünf Kerzen. Er stammt aus dem 14. Jahrhundert und wurde aus Eisen im frühgotischen Stil hergestellt. Der Altarschrein der Taufkapelle aus dem 19. Jahrhundert stammt aus Norddeutschland; die Flügeltüren fehlen, doch ist der Unterbau malerisch geschmückt.

### Glocken
Die Kirche besitzt drei Glocken: die Großglocke Knutsgillets klocka, 1672 umgegossen, die Mittlere Glocke (die ursprüngliche Knutsklocka) von 1558 und die Kleinglocke von 1624. Seit 1970 befindet sich ein aus 36 Glocken bestehendes Glockenspiel im Kirchturm.

## Turmwächter
Auf dem Turm bläst jeden Abend ein Turmwächter viermal je Stunde von 21:15 bis 1:00 Uhr in jede Himmelsrichtung auf einer Lure ein traditionelles Feuerwächtersignal. Der durchdringende Laut erinnert an das Brüllen von Vieh.